# Бєлов Анатолій Антонович
Анатолій Антонович Бєло́в (справжнє прізвище — Дубін; нар. 3 листопада 1925, Москва — пом. 27 серпня 2001, Київ) — український артист балету; народний артист УРСР з 1960 року; лауреат премії Київська пектораль за 1999 рік. Син танцюриста Антона Бєлова.

## Біографія
Народився 3 листопада 1925 року у місті Москві (тепер Росія). Впородовж 1935—1941 років навчався в Московському (педагог Микола Тарасов) і Київському хореографічних училищах.
Протягом 1941–1943 років — артист балету Київської опери; у 1944–1945 роках — артист Ансамблю пісні і танцю 1-ї Гвардійської армії 1-го Українського фронту. З 1945 по 1964 рік — соліст, а з 1964 по 1967 рік педагог-репетитор Київського оперного театру. У 1968—1969 роках — репетитор Харківського, у 1971—1973 роках — Челябінського, у 1983—1984 роках — Дніпропетровського театрів опери та балету. З 1994 року — педагог відділення класичної хореографії Української академії танцю, у 1999—2001 роках — педагог Дитячої академії мистецтв. Помер у Києві 27 серпня 2001 року.

## Партії
- Лукаш, Перелесник («Лісова пісня» Михайла Скорульського);
- Паріс («Лілея» Костянтина Данькевича);
- Паша («Маруся Богуславка» Анатолія Свєчнікова);
- Юрій («Ростислава» Германа Жуковського);
- Василь («Чорне золото» Вадима Гомоляки);
- Базиль («Дон Кіхот» Людвіга Мінкуса);
- Зигфрід, Дезіре («Лебедине озеро», «Спляча красуня» Петра Чайковського);
- Іванко («Горбоконик» Чезаре Пуньї);
- Ромео, Паріс («Ромео і Джульєтта» Сергія Прокоф'єва);
- Шурале («Шурале» Фаніса Ярулліна);
- Фрондосо («Лауренсія» Олександра Крейна).